# Yvonne Bryceland
Yvonne Bryceland (Ciudad del Cabo, 18 de noviembre de 1925 - Londres, 13 de enero de 1992) fue una actriz y activista sudafricana de teatro, cine y televisión. Recibió en el año 1986 el Premio Laurence Olivier en la categoría mejor actriz y el Premio Obie a la mejor interpretación femenina por su rol de Miss Helen en la obra The Road to Mecca estrenada en el Royal National Theatre de Londres.
Por otro lado, la presidencia de Sudáfrica la galardonó de manera póstuma con la Orden de Ikhamanga por sus «logros de excelencia en el arte dramático».